# Красноселець
Красноселець (рос. Красноселец) — село у Биковському районі Волгоградської області Російської Федерації.
Населення становить 1513 осіб. Входить до складу муніципального утворення Красносельцевське сільське поселення.

## Історія
Село розташоване у межах українського історичного та культурного регіону Жовтий Клин.
Згідно із законом від 21 лютого 2005 року № 1010-ОД органом місцевого самоврядування є Красносельцевське сільське поселення.

## Населення
| 2010 |
| ---- |
| 1513 |